# Azorina vidalii
Azorina vidalii (місцева назва Відалія) — єдиний у своєму роді вид трав'янистих рослин з родини дзвоникові (Campanulaceae), ендемік Азорських островів. Ботанік Х. К. Вотсон (англ. Hewett Cottrell Watson) назвав вид на честь капітана А. Т. Е. Відала (англ. Alexander Thomas Emeric Vidal), відповідального за гідрографічний огляд островів між 1841 і 1845 роками.

## Опис
Багаторічна рослина 80–150 см заввишки. Ця м'яко-одерев'яніла біля основи вічнозелена рослина має гілки до 50 см; розгалужується вже від основи. Молоді рослини утворюють розетки. Листки темно-зелені, часто блискучі, вузькі, з округлими зубцями, вся рослина трохи липка. Квіти — опущені вниз дзвоники, воскові, від зеленувато-білого до білого і до рожевого забарвлення, у подовжених китицях.

## Поширення
Ендемік Азорських островів. Також культивується як декоративна рослина.
Ця прибережна рослина населяє тріщини скель і піщані місця — навіть гравій на краю асфальтових доріг. Найбільш рясна серед скель та піску нижче злітно-посадочної смуги на Корву, де виникає часте морське розпилення. Зростає на всіх островах окрім Граціози та Фаяла, але часто рослину важко знайти. Квітка популярна у Великій Британії як ніжна садова рослина.

## Загрози та охорона
Головною загрозою є деградація місць проживання через вторгнення екзотичних видів, зміни в землекористуванні, розвиток міст та інфраструктури та забруднення. Ззатоптування, рекреаційна діяльність та природні фактори, такі як зсуви та шторми, можуть вплинути на вид.
Azorina vidalii входить до списку пріоритетних видів в Додатку II Директиви про середовище проживання та наведено в додатку I Конвенції про охорону європейської дикої природи та природних середовищ існування (Бернська конвенція).

## Галерея

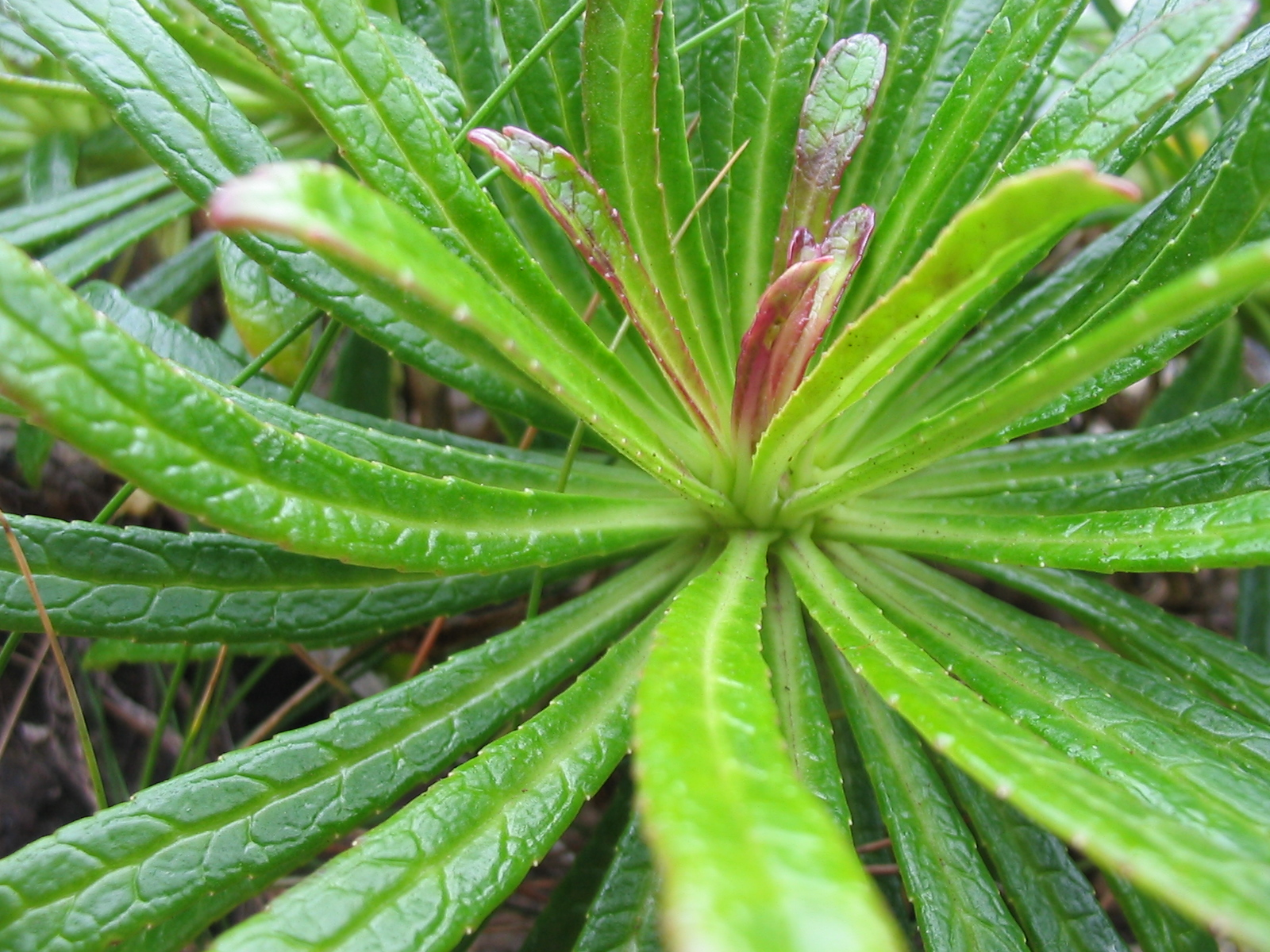
листя
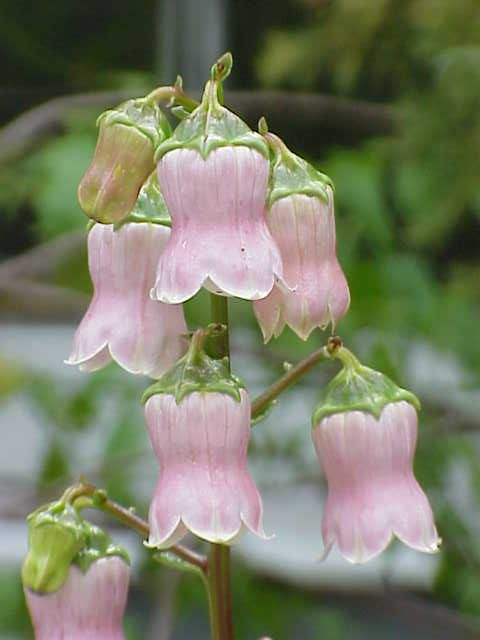
квіти
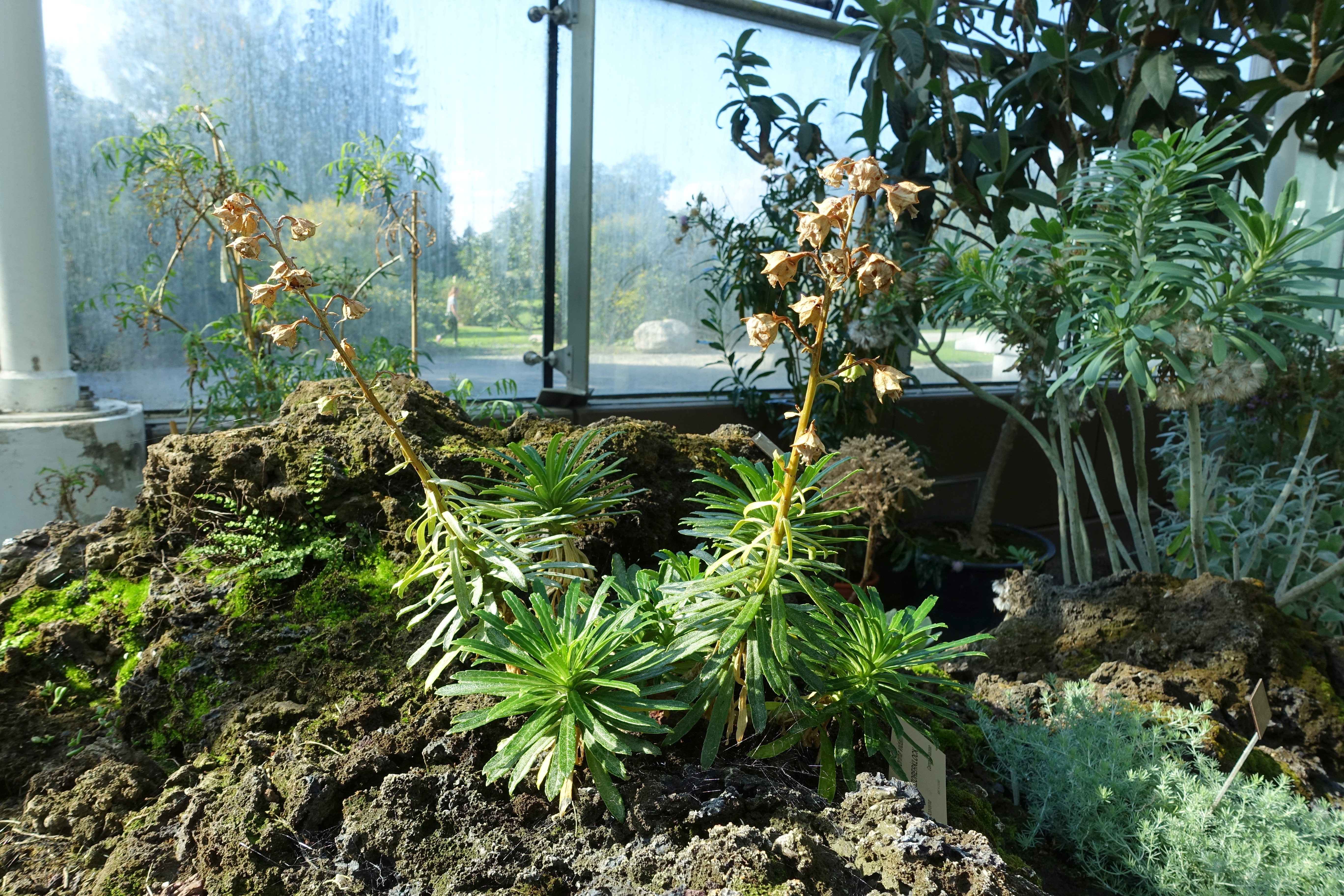
у Стокгольмському ботанічному саду